# بهار پارس
بهار پارس (زاده ۸ فروردین ۱۳۵۸- شیراز) یک هنرپیشه سوئدی، ایرانی‌تبار است. وی در زمینه تئاتر و سینما فعالیت می‌کند و در کشور سوئد اقامت دارد و علاوه بر تابعیت ایرانی، از سال ۱۹۹۵ تابعیت سوئدی نیز دارد. وی در سال ۲۰۱۵ بعنوان بهترین بازیگر زن سوئد جایزه مدیا را از آن خود کرد و در سال ۲۰۱۶ برای نقش پروانه در فیلم مردی به نام اوه نامزد جایزه سوسک طلایی از فستیوال استکهلم شد. این فیلم نماینده سوئد در اسکار۲۰۱۷ شد و بهار پارس گفته‌است که با وجود فرمان دونالد ترامپ مبنی بر اعمال محدودیت بر ورود اتباع هفت کشور از جمله ایران به خاک آمریکا، برای حضور در مراسم اسکار به آمریکا خواهد رفت.

## زندگی
بهار پارس متولد شیراز و دارای یک خواهر و برادر دوقلو است. پدر وی کارگر و و مادرش معلم بود، او در ده سالگی بعد از جنگ ایران و عراق به همراه خانواده به سوئد مهاجرت و اکنون ساکن استکهلم است. در بیست سالگی به بازیگری علاقه‌مند شد ولی در ابتدا با مخالفت خانواده مواجه شد چرا که اعتقاد داشتند برای یک خارجی ورود به عرصه هنر و بازیگری در سوئد کاری بسیار سخت و حتی غیرممکن است. وی دانش‌آموخته آکادمی هنرهای نمایشی استکهلم است. از فیلم‌های مهمی که وی در آن نقش داشته‌است می‌توان به مردی به نام اوه اشاره کرد که به فهرست نامزدهای نهایی جایزه اسکار بهترین فیلم خارجی زبان در سال ۲۰۱۷ راه پیدا کرد.

## شروع فعالیت
بهار پارس از سال ۲۰۰۶ فعالیت هنری خود را آغاز کرده و تاکنون در چندین نمایشنامه، فیلم و سریال ایفای نقش نمود. وی در سال ۲۰۰۶ در اولین فیلم خود بنام وقتی که تاریکی افول می‌کند به ایفای نقش پرداخت.
وی در چندین و چند نمایشنامه از کارگردانان مطرح سوئدی به ایفای نقش پرداخته‌است که نمایشنامه آنا کارنینا از آن جمله است.

## آثار

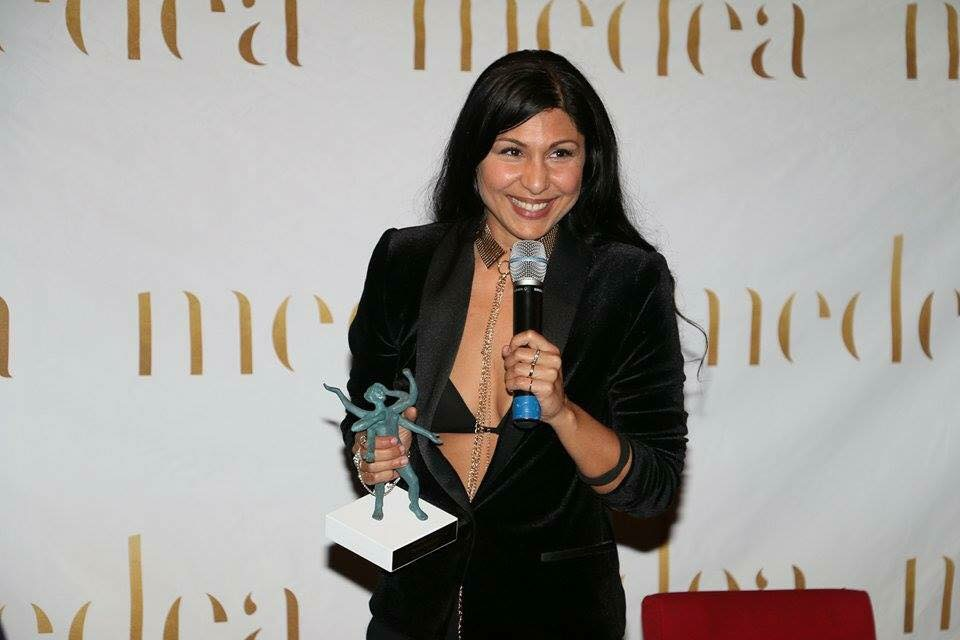
مراسم سوسک طلایی

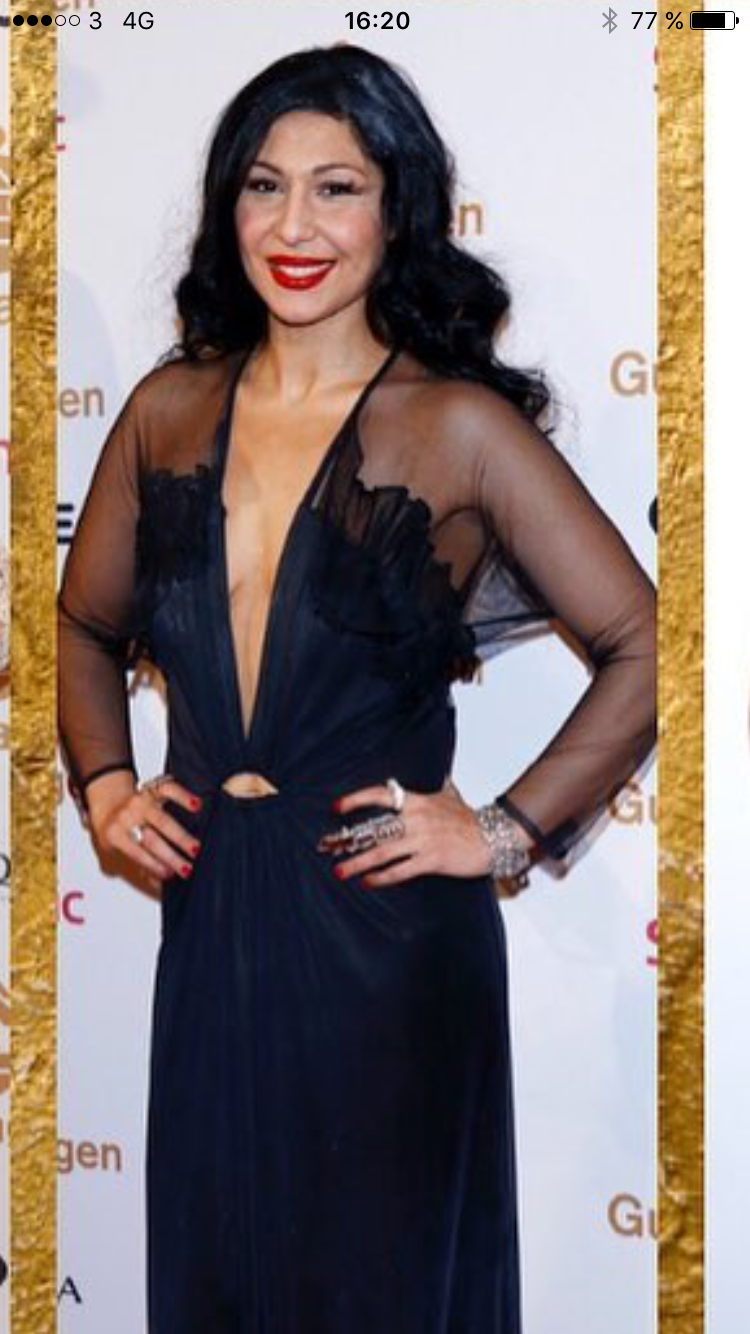
بهار پارس 2017

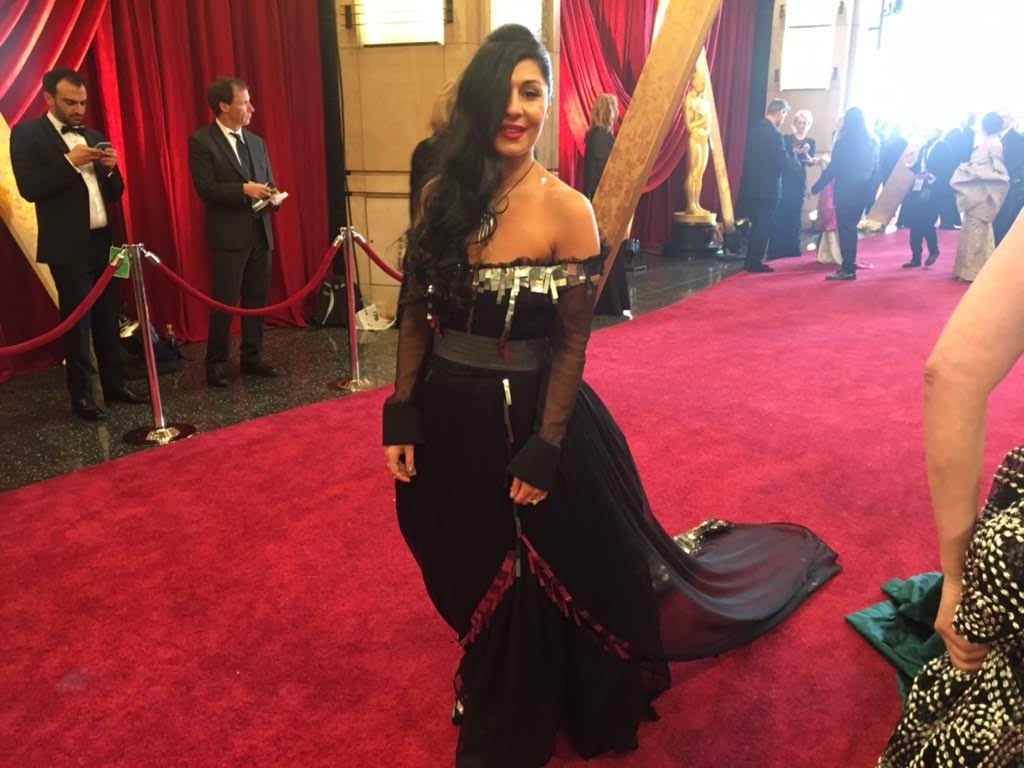
فرش قرمز اسکار ۲۰۱۷

### تئاتر
- ۲۰۰۸ مرغ دریایی
- ۲۰۱۰ آناکارنینا
- ۲۰۱۱ آدم درست را به قلبت راه بده
- ۲۰۱۳ هدا گابلر
- ۲۰۱۴ به برادرانم زنگ می‌زنم
- ۲۰۱۴ چهار دست و پا
- ۲۰۱۶ غارتگران
- ۲۰۱۶ Dramaten
- ۲۰۱۷ عروسی فیگارو

### تلویزیون
- ۲۰۰۸ Åkalla
- ۲۰۰۸ مرگ پادشاه
- ۲۰۱۰ ملکه قربانی
- ۲۰۱۴ مرد چهارم
- ۲۰۱۵ آرن دال: رؤیای نیمه شب تابستان
- ۲۰۱۶ بهترین خانواده
- ۲۰۱۶ مزرعه سلامت

### سینما
- ۲۰۰۶ زمانی‌که تاریکی افول می‌کند
- ۲۰۰۹ Knäka
- ۲۰۱۰ بازرس وینتر
- ۲۰۱۰ قانون شکنان
- ۲۰۱۰ حادثه‌ای در بانک
- ۲۰۱۵ مردی به نام اوه
- ۲۰۱۶ منطقه ۱۲۶